# واتسلاوی
واتسلاوی (به چکی: Václavy) یک منطقهٔ مسکونی در جمهوری چک است که در شهرستان راکوونیک واقع شده‌است.